# 29614 Sheller
29614 Sheller este o planetă minoră (asteroid) din centura de asteroizi. A fost descoperită pe 22 septembrie 1998 la Caussols de OCA-DLR Asteroid Survey⁠(d). 
Obiectul prezintă o orbită caracterizată de o semiaxă mare de 2,2333916 UAi, o excentricitate de 0,12, o înclinație de 3,46761 ° în raport cu ecliptica.